# Jasminum mesnyi

## Nomenclatura y nombre comunes
Jasminum mesnyi Hance, vulgarmente jazmín amarillo, es una especie de jazmín de la familia Oleaceae. Fuera de su medio original puede devenir en maleza. Es perennifolio o caducifolio en función de la bondad del clima. Otros nombres comunes son jazmín de primavera, jazmín de invierno, jazmín prímula, o jazmín japonés. 

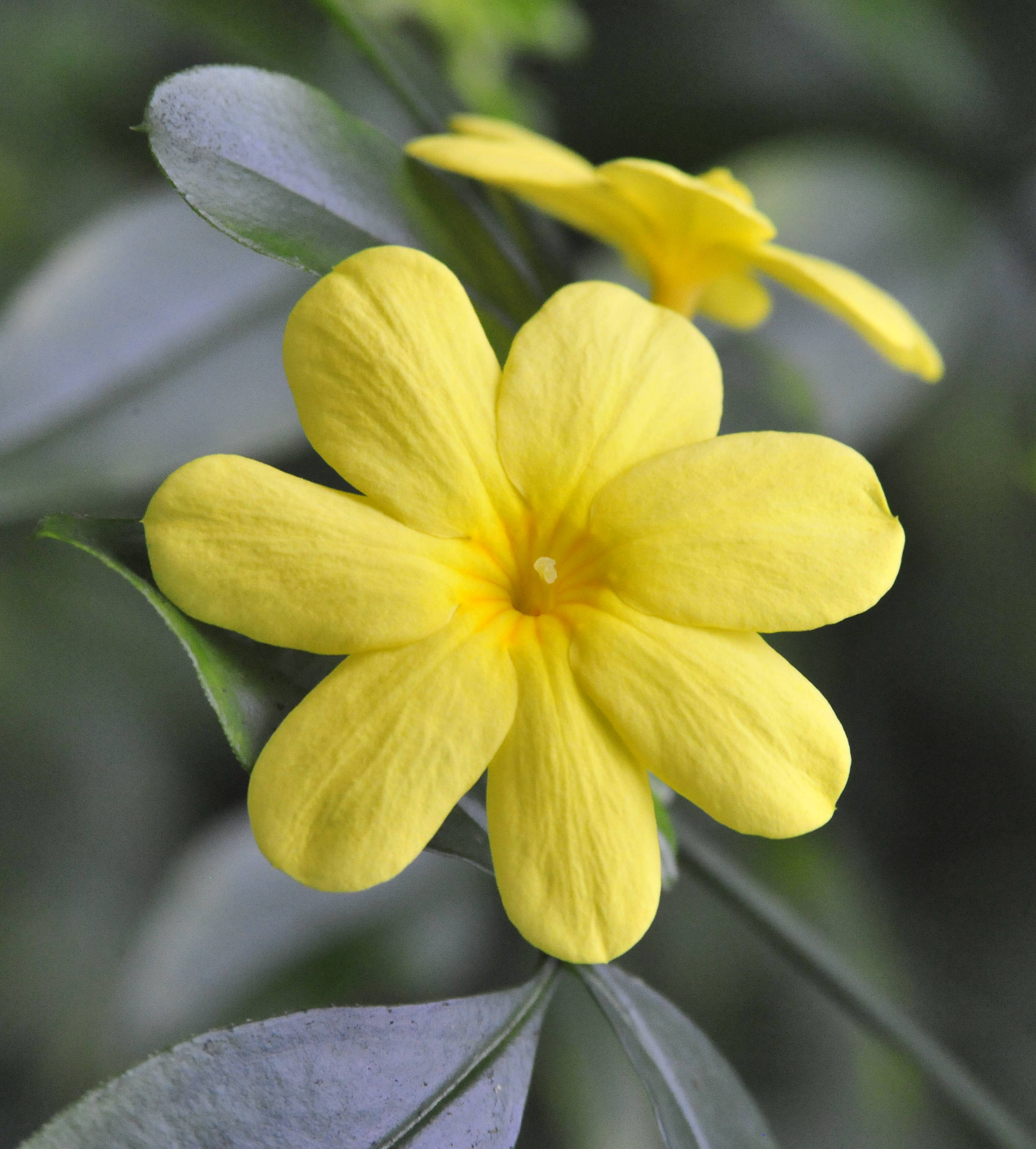
Detalle de la flor

## Descripción
Es una enredadera decumbente, subarbustos erectos, siempreverdes, un arbusto trepador y crece principalmente en el bioma subtropical con largos tallos colgantes de hasta 3 m de altura, cuadrangulares; flores muy fragantes. El área de distribución nativa de esta especie va desde el sur de China central hasta Vietnam. Florece todo el año. Sus hábitos de trepadora pueden ser arreglados para constituir un arbusto denso. Tiene hojas opuestas, brillantes, lanceoladas, de 3–7 cm de largo, lámina foliar ampliamente ovada o elíptica, a veces suborbicular, trifoliada , simple en la base de las ramitas, pecíolo 0,5-1,5 cm; muy ornamentales en contraste con sus brotes rosa oscuros y sus flores amarillas, de 3 cm, solitarias, en brotes cortos axilares, raramente terminal; brácteas hojosas, obovadas o lanceoladas, de 5-10 mm, rodeadas de pequeñas brácteas foliáceas; 5-6-cáliz, lóbulos estrechos; corola semidoble amarilla, de lóbulos obtusos. Fruto esférico, de 8 mm, negruzco, paredes carnosas. Es muy conocida como ornamental en jardines, dada su llamativa floración y el olor agradable que desprende.
Muy usada como especie en maceta, y también en cercos, glorietas o en matas aisladas.
Jasminum mesnyi ganó el Galardón al Mérito en Jardinería de la Real Sociedad de Horticultura.
Suele florecer en primavera e invierno.

## Origen geográfico y plantas autóctonas/alóctonas
Jasminum mesnyi es endémica de China, desde el sur de China central hasta Vietnam. Introducido en: Alabama, noreste de Argentina, Florida, Honduras, India, sureste de México, Pakistán, Himalaya occidental.

## Resistencia a la sequía
Tolerante, tiene capacidad para resistir periodos no muy largos de sequía.

## Resistencia al frío
Tiene relativa resistencia a la helada, que no sea fuerte ni prolongada, hasta -5 °C.

## Taxonomía
Jasminum mesnyi fue descrito por Henry Fletcher Hance y publicado en Journal of Botany, British and Foreign, v. 20 (230): 37 , 1882.
Etimología
Ver: Jasminum
mesnyi: en honor de William Mesny, aventurero y escritor que paso casi 70 años de su vida en China donde colectó, en 1880, dicha especie en Mei-chu-chiu, provincia de Kweichau, a unos 2000 m de altitud. 

Sinonimia
- Jasminum primulinum Hemsl. ex Baker[4][5]